# 舍曼 (緬因州)
舍曼（英語：Sherman）是一個位於美國緬因州阿魯斯圖克縣的市鎮。

## 人口
根據2020年美國人口普查的數據，舍曼的面積為104.97平方千米，當中陸地面積為103.70平方千米，而水域面積為1.27平方千米。當地共有人口815人，而人口密度為每平方千米8人。